# Caitlin Parker
Caitlin Parker (17 de abril de 1996) é uma pugilista australiana.

## Carreira
Parker nasceu em 17 de abril de 1996 em Subiaco, Perth, Austrália Ocidental. Ela começou a treinar taekwondo e boxe aos 11 anos, depois que seu pai se recusou a deixá-la ir sozinha para a escola sem aprender autodefesa. Parker competiu nas Olimpíadas da Juventude de 2014, onde ganhou uma medalha de bronze na categoria de 75 kg. Ela competiu nos Jogos da Commonwealth em 2018, onde ganhou uma medalha de prata no evento dos médios, e em 2022, onde ganhou uma medalha de bronze no evento dos médios.
Nos Jogos Olímpicos de Verão de 2024, em Paris, conquistou a medalha de bronze na disputa de peso médio, tornando-se a primeira boxeadora australiana a ganhar uma medalha olímpica.